# Циклопедия
«Циклопедия, или Всеобщий словарь ремёсел и наук» (англ. Cyclopaedia: or, An Universal Dictionary of Arts and Sciences) — одна из первых универсальных энциклопедий на английском языке.
Опубликована Эфраимом Чеймберсом в 1728 году в 2 томах ин-фолио с посвящением королю Георгу II.
Переиздана в расширенном виде в 1738 году, в течение последующих 12 лет ещё по крайней мере 5 раз и переведена на итальянский. В 1753 г. Джон Хилл опубликовал два тома дополнений к «Циклопедии». В 1778—1788 гг. вышло 5-томное расширенное издание, подготовленное Абрахамом Ризом.
В 1744 году Джон Миллс начал переводить «Циклопедию» на французский язык; из этого проекта родилась знаменитая «Энциклопедия» Дидро и Даламбера.